# Jean-Baptiste Landé
Jean-Baptiste Landé död 1748, var en fransk balettdansare, balettmästare och teaterdirektör. Han var verksam i Sverige, där han var direktör för teatern i Stockholm, och i Ryssland, där han introducerade balett.

## Sverige
Landé var anställd vid August den Starkes hov i [Dresden] då han 1721 engagerades i Sverige för att undervisa aristokrater vid hovet. Vid kung Fredrik I:s födelsedag 1721 uppfördes två pjäser, Regnards Le Jouer och Attendez-moi sous l'orme av 12 amatörer med mellanakter av 5 par som dansade balett av "Kungl.Maj:t dansmästare" Landé, som själv dansade med den 15-årige Carl Adlerfelt, (vars farbror rekommenderat Landé till Sverige), avslutad med en grand ballet av Landé. Adlerefelt dansade 1723 solo på Stora Bollhuset.
Landé engagerade 1723 en fransk trupp som spelade en opera och två franska komedier och tragedier eller italienska pjäser i veckan för allmänheten på Bollhusteatern. Han blev dess direktör och kallade den L'Académie royale de musique et de danse. 1724 lämnade truppens operasångare Sverige men 1725 tillkom ett 30-tal skådespelare från Bryssel. 1726 beviljades han opera- och teatermonopol i Stockholm fram till 1730. Truppen framförde Armide, Phaëton, Roland av Lully och Quinault, Callirhoë av Charles Roy och Néricault och Ajax av Bertin de la Doué och på talrepertoaren Le Cid och Le comtesse d'Orgueil av Corneille. Teatern fick 1723 en egen ingång till den kungliga logen, man använde tekniska effekter och truppen spelade vid hovet. Landés mest berömda trick var ett hopp från en av logerna ned på scenen, som han ska ha utfört 100 gånger i Stockholm.
1726 dansade och sjöng Landé och hans fru, som kallades en av de bästa dansöserna och operasångerskorna i Stockholm, som gästartist på Lille Grønnegade teater i Köpenhamn; han spelade också Harlekin.

## Danmark
Landé lämnade Sverige nyåret 1728 efter en konflikt med Charles Langlois, som inkräktat på hans monopol och börjat ordna egna föreställningar på Bollhuset. Han återvände till Köpenhamn, men teatern där stängdes samma år och efter att hans begäran att starta en teater misslyckades på grund av branden 1728 och teaterförbudet 1730 försörjde han sig som danslärare och spelkortsfabrikant.

## Ryssland
Jean-Baptiste Landé reste sedan till Ryssland, där han blev dans- och teaterlärare vid den nyöppnade kejserliga kadettskolan i Sankt Petersburg. Han blev sedan dansmästare i Moskva och vid tsarhovet. 1735 presenterade Landé en balett för kejsarinnan Anna och bad 1737 om att man skulle starta en balettskola, och 1738 grundade Anna den kejserliga baletten med honom som balettmästare. Elever blec barn ur hovpersonalen, tolv flickor och tolv pojkar. Bland Rysslands första dansare han utbildade fanns Timofei Bublikov, Nikolai Choglokov, Afanasij Toporkov, Ivan Shatilov, Nikolaj Tolubejev, Sergej Chalyshkin, Andrej Samarin, och hans favoritelever Andrej Nesterov och Thoma Le Brun (den sistnämnde var dock inte ryss), och bland flickorna fanns Jelizaveta, Avdotia Timofejeva och Aksinja Sergeeva.
Landé var danslärare åt Katarina den stora efter hennes giftermål med den ryske tronföljaren 1745. 